# 佐藤恭祐
佐藤 恭祐（さとう きょうすけ）は、日本の実業家、モベンシス株式会社代表取締役社長。

## 人物・経歴
立教大学理学部物理学科卒業。マギル大学国際経営学修士課程（MBA）修了。
2003年、ハイデンハイン株式会社に入社。同社で、半導体製造装置、工作機械向け精密位置決め用測定機器、モーションコントロールシステムの営業およびマーケティングマネージャーを務める。
2015年、コグネックス株式会社に入社。同社アジア・パシフィック地域統括マーケティングマネージャーに就き、アジア地域でのディープラーニングベースのマシンビジョンの事業戦略に携わる。
その後、シュンク・ジャパン株式会社の営業統括マネージャーを経て、2022年8月、モベンシス株式会社社長に就任。2023年3月、同社代表取締役社長に就任。
現パインズ株式会社代表取締役社長。